# 丁丹
丁丹（1917年4月—1981年2月5日），曾用名丛润滋、丛生，祖籍山东省文登县，生于辽宁省凤城县。第三届全国人民代表大会代表。

## 生平
祖父携全家“闯关东”到东北凤城县。家境贫寒，祖父给人家挑水、父亲在外做小工、母亲给邻里洗衣裳。
1937年10月1日经第十八集团军司令部学兵队中队长陈中辉和中队指导员金石刚介绍加入中国共产党。
1981年在北京逝世。2月24日在八宝山革命公墓礼堂举行追悼会，煤炭工业部部长高扬文主持，副部长李建平致悼词。

## 家人
- 哥哥丛德滋：1941年1月20日被甘肃省党部调统室联密处抓捕，关押在兰州沙沟秘密监狱（看守所）。1942年4月19日在狱中逝世。经谢觉哉申报，根据经中央人民政府政务院批准、1951年12月11日中央人民政府内务部公布实施的《革命工作人员伤亡褒恤暂行条例》，1951年1月15日毛泽东签署中央人民政府颁发的编号为“0001号”的《革命牺牲工作人员家属光荣纪念证》，遗骨移葬兰州华林山革命烈士公墓。[7]
  - 妻子王竹青：山西汾阳东赵村。1937年8月结婚。
  - 女儿丛丹
  - 儿子丛甘